# Monnina chimborazeana
Monnina chimborazeana är en jungfrulinsväxtart som beskrevs av Chod.. Monnina chimborazeana ingår i släktet Monnina och familjen jungfrulinsväxter. Inga underarter finns listade i Catalogue of Life.